# Soul
Nhạc soul (tiếng Anh: Soul music, có nghĩa là "âm nhạc của tâm hồn") hoặc âm nhạc linh hồn là thể loại nhạc của người Mỹ gốc Phi nổi tiếng sinh ra trong cuối thập niên 1950 tại Hoa Kỳ và có nguồn gốc từ nhạc phúc âm và R&B. Ray Charles thường được coi là người làm cho thể loại nhạc soul được yêu chuộng với chuỗi các hit của 1954 bắt đầu với "I Got a Woman".